# Skorpucha jaszczurowata
Skorpucha jaszczurowata, żółw jaszczurowaty, żółw kajmanowy (Chelydra serpentina) – gatunek żółwia z rodziny skorpuchowatych (Chelydridae) z podrzędu żółwi skrytoszyjnych (Cryptodira).

## Charakterystyka
Masa ciała do ok. 15 kg, a w rekordowych przypadkach przewyższa nawet 30 kg. Karapaks o długości do 47 cm, spłaszczony, barwy brązowej lub oliwkowo-brązowej, z 3 rzędami rogowych guzów. Tylna część karapaksu głęboko powcinana jak piła. Plastron mocno zredukowany, zbudowany z 10 tarcz. Głowa duża i masywna, z dziobem ostro zakończonym. Szczęki bardzo ostre, zakończone potężnymi hakami. Szyja bardzo gruba, pokryta brodawkowatą skórą. U przednich kończyn pięć, a u tylnych cztery palce z dużymi pazurami; palce spięte błonami pławnymi. Brodawkowata skóra na kończynach tworzy zwisające fałdy. Ogon bardzo długi, do 2/3 długości karapaksu, pokryty na grzbietowej krawędzi wzdłużnym spłaszczonym grzebieniem powstałym z rogowych płytek (podobnie jak u krokodyli). Z powodu swojej grubości szyja, ogon i odnóża mogą być chowane do pancerza tylko częściowo.

## Występowanie
Naturalny zasięg geograficzny gatunku obejmuje: Ameryka Północna; południowa Kanada i obszar Stanów Zjednoczonych na wschód od Gór Skalistych. Introdukowany w Arizonie, Kalifornii, Nevadzie, Oregonie, w Chinach, na Tajwanie i na japońskiej wyspie Honsiu. Populacje z Ameryki Środkowej i Południowej zaliczane dawniej do tego gatunku obecnie są zaliczane do odrębnych gatunków Chelydra acutirostris i Chelydra rossignonii.
Prowadzi półwodny tryb życia, zamieszkuje płytkie rzeki o mulistym dnie lub bagniska. Rano wychodzi na ląd i wygrzewa się na brzegu.

### Występowanie w Polsce
Gatunek uznany za inwazyjny na terenie Polski. Ujęty w rozporządzeniu Ministra Środowiska z dnia 9 września 2011 r. w sprawie listy roślin i zwierząt gatunków obcych, które w przypadku uwolnienia do środowiska przyrodniczego mogą zagrozić gatunkom rodzimym lub siedliskom przyrodniczym. W związku z tym, wwiezienie do Polski żółwia z tego gatunku wymaga zgody Generalnego Dyrektora Ochrony Środowiska, natomiast przetrzymywanie, hodowla, rozmnażanie, oferowanie do sprzedaży i zbywanie wymaga zgody Regionalnego Dyrektora Ochrony Środowiska (art. 120).
W latach 90. XX wieku skorpuchy zostały wprowadzone do środowiska przyrodniczego w Polsce z inicjatywy Polaka mieszkającego w USA. Były to działania nieoficjalne i nielegalne.
- W 2006 roku w Gdyni w oczku wodnym na terenie prywatnej posesji został złapany samiec żółwia jaszczurowatego, obecnie przebywa w Akwarium Gdyńskim[14].

- 6 lipca 2016 roku żółw jaszczurowaty został odłowiony w stawie na terenie parku im. Traugutta w Kutnie, gdzie obserwowany był od kilku lat[15][16]. Schwytany osobnik to samiec o masie 6 kg, średnicy karapaksu 30 cm i długości 75 cm. Okaz ten trafił do Ogrodu Zoologicznego w Zamościu[17].

- 26 marca 2023 roku duża skorpucha została schwytana przez przedstawiciela Fundacji Epicrates w rowie melioracyjnym w gminie Chynów w powiecie grójeckim[13].

## Ekologia
PokarmRyby, żaby, salamandry, nieduże ptaki i ssaki.
ZachowanieZwykle przebywa w płytkiej wodzie zagrzebany w mule i nieruchomo czatuje na zdobycz. Jest słabym pływakiem. Bardzo ruchliwy i agresywny.
RozmnażanieSamice składają do jam wygrzebanych w pobliżu wody od 25 do 40 jaj i starannie zasypują je ziemią i liśćmi. U embrionów dł. ok. 20 mm występuje narząd linii bocznej.

## Agresja
Żółw jaszczurowaty uznawany jest za gatunek niebezpieczny dla ludzi, mogący spowodować poważne uszkodzenia ciała. Wyróżnia się na tle większości innych gatunków żółwi tym, że w razie zagrożenia nie chowa się do pancerza lub nie podejmuje ucieczki. Staje do walki używając szczęk, którymi może nawet odgryźć ludzką rękę w nadgarstku. Nie jest to trudne dzięki bardzo długiej szyi, którą przez większość czasu chowa pod pancerz, ale szybko może ją wyciągnąć na całej długości.
Pod względem prawnym obecnie w Polsce żółw jaszczurowaty nie znajduje się na liście zwierząt niebezpiecznych, ale podczas prac nad Projektem rozporządzenia w sprawie gatunków zwierząt niebezpiecznych dla życia i zdrowia ludzi, warunków ich przetrzymywania oraz sposobów znakowania tych zwierząt w 2009 roku, na liście tej się znajdował.

## Ochrona
Gatunek ten od 2023 roku jest objęty załącznikiem II konwencji waszyngtońskiej (CITES) i aneksem B UE.